# Oxypogon olivaceus
Az Oxypogon olivaceus  a madarak osztályának sarlósfecske-alakúak (Apodiformes)  rendjébe és a kolibrifélék (Trochilidae) családjába tartozó faj.

## Rendszerezés
Besorolása vitatott, egyes rendszerezők a Chalcostigma nembe sorolják Chalcostigma olivaceum néven.

## Előfordulása
Bolívia és Peru területén honos. A természetes élőhelye a szubtrópusi vagy trópusi magashegyi gyepek.

## Alfajai
- Oxypogon olivaceus olivaceum (Lawrence, 1864)
- Oxypogon olivaceus pallens Carriker, 1936

## Külső hivatkozások
- Képek az interneten a fajról[halott link]
- Internet Bird Collection - videók a fajról